# Gmina Pušća
Gmina Pušća (chorw. Općina Pušća) – gmina w Chorwacji, w żupanii zagrzebskiej. W 2011 roku liczyła  2700 mieszkańców.